# 한국사회복지사협회
한국사회복지사협회(韓國社會福祉師協會, Korea Association of Social Workers)는 사회복지에 관한 전문지식과 기술을 개발·보급하고 사회복지사의 자질 향상을 위한 교육훈련 및 사회복지사의 복지증진을 도모하기 위하여 설립된 단체이다.

## 설립 근거
- 사회복지사업법 제46조[2]

## 연혁
- 1965년 7월 개별사회사업가협회 창립총회
- 1967년 3월 한국사회사업가협회로 명칭변경.
- 1969년 6월 사회단체 한국사회사업가협회 인가
- 1974년 11월 지방사회사업가협회가 한국사회사업가협회에 통합
- 1977년 9월 사단법인 한국사회사업가협회로 개칭 및 보건복지부 소관 법인 설립 허가
- 1985년 7월 사단법인 한국사회복지사협회로 개칭
- 1998년 8월 사회복지사업법 제46조에 의한 법정단체로 변경

## 조직

### 대의원회
- 이사회

#### 한국사회복지사협회장
- 상임위원회
  - 기획정책위원회
  - 윤리위원회
  - 홍보위원회
  - 국제교류위원회
  - 자격제도위원회
  - 복지국가특별위원회
  - 예산결산특별위원회
  - 원로위원회
  - 여성위원회
  - 사회복지인권위원회
- 특별위원회
- 인권위원회
- 보수교육관리운영위원회

##### 사무총장
- 회원권익본부
  - 경영지원팀
  - 회원권익팀
  - 정보화지원팀
- 회원관리본부
  - 교육훈련팀
  - 자격관리팀
- 사회복지인적자원연구원

### 지방협회
- 서울특별시사회복지사협회: 서울특별시 영등포구 당산동 4가 74-2번지 금강펜테리움 IT타워 206호
- 인천광역시사회복지사협회: 인천광역시 남동구 용천로 208(간석동 26-3) 인천사회복지회관 607호
- 경기도사회복지사협회: 경기도 수원시 영통구 덕영대로1556번길 16, 디지털엠파이어 B동 406호
- 강원특별자치도사회복지사협회: 강원특별자치도 춘천시 옥천동 38-8번지 3층
- 충청북도사회복지사협회: 충청북도 청주시 흥덕구 복대1동 262번지 충북종합사회복지센터 402호
- 대전광역시사회복지사협회: 대전광역시 중구 대흥동 452-3 대림빌딩 8층 806호
- 충청남도사회복지사협회: 충청남도 홍성군 홍북읍 홍예공원로 20 내포혁신플랫폼. 2층 충청남도사회복지사협회
- 전북특별자치도사회복지사협회: 전북특별자치도 전주시 덕진구 금암동 760-1 전북사회복지회관 4층
- 광주광역시사회복지사협회: 광주광역시 북구 임동 607번지(광주사회복지회관 1층)
- 전라남도사회복지사협회: 전라남도 순천시 청사큰길 70번지 2층
- 대구광역시사회복지사협회: 대구광역시 동구 동촌로16길 20 아인빌딩 6층
- 경상북도사회복지사협회: 경상북도 경산시 진량읍 신상리 1097-11번지 2층
- 부산광역시사회복지사협회: 부산광역시 연제구 거제1동 1497-1 로윈타워 603호
- 울산광역시사회복지사협회: 울산광역시 중구 성안로 148 보원빌딩 4층
- 경상남도사회복지사협회: 경상남도 창원시 마산회원구 구암동 31 경남종합사회복지관
- 제주특별자치도사회복지사협회: 제주특별자치도 제주시 일도2동 362-26 기경빌딩 4층

## 사진

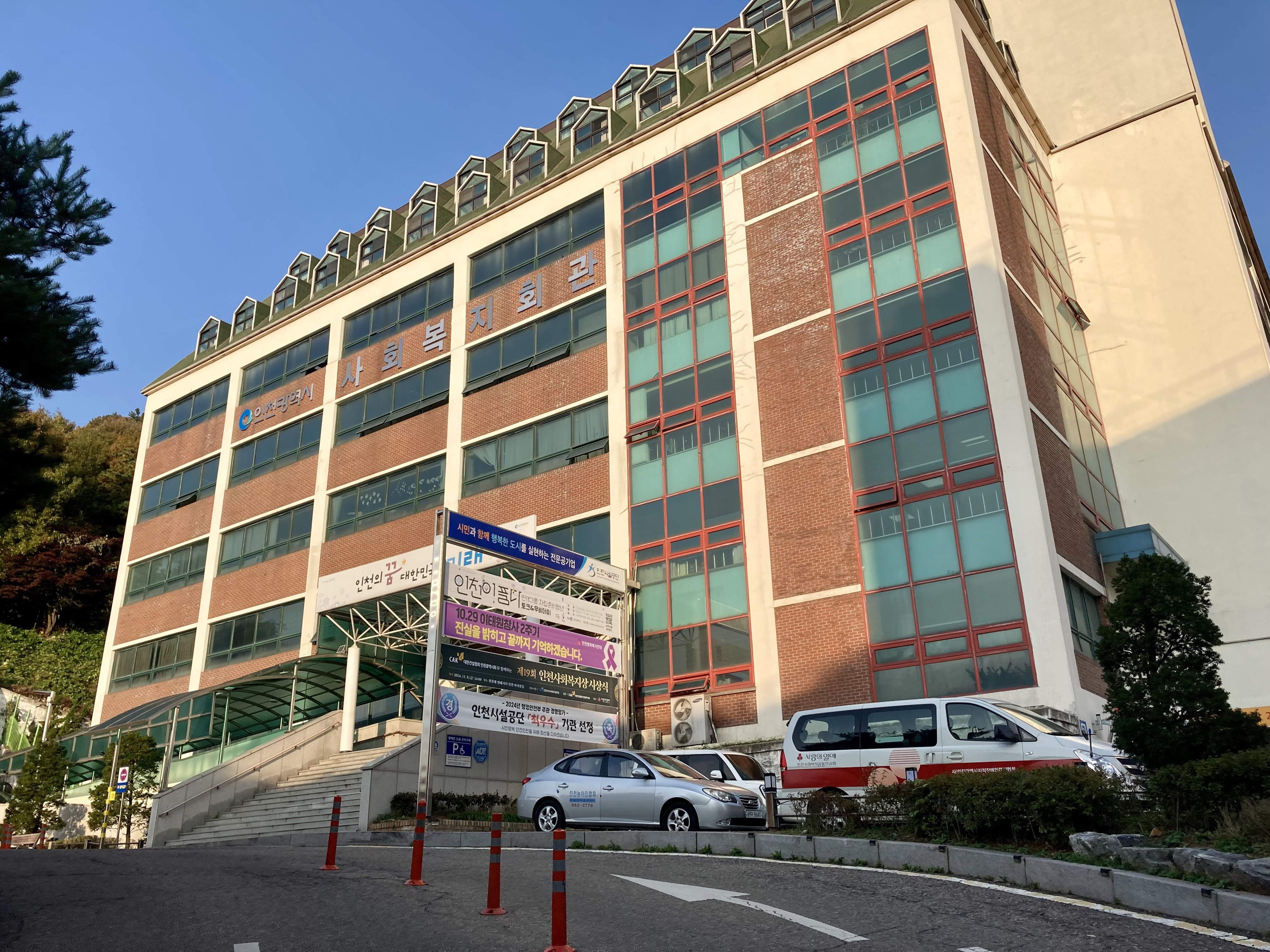
인천광역시 사회복지회관(인천광역시 남동구 용천로 208)

## 같이 보기
- 한국사회복지공제회
- 사회복지공동모금회